# Ivory Latta
Ivory Rochelle Latta (ur. 25 września 1984 w McConnells) – amerykańska koszykarka występująca na pozycji rozgrywającej.
W 2003 wystąpiła w meczach gwiazd amerykańskich szkół średnich – McDonald’s All-American i WBCA High School All-America Game. W tym drugim uzyskała 17 punktów, zdobywając tytuł MVP. Została też wybrana zawodniczką roku amerykańskich szkół średnich (Morgan Wootten National Girls High School Basketball Player of the Year), stanu Karolina Południowa (Gatorade Player of the Year for South Carolina), dwukrotnie South Carolina Miss Basketball oraz sportsmenką roku szkół średnich (przez Observer).

## Osiągnięcia
Na podstawie, o ile nie zaznaczono inaczej.

### NCAA
- Uczestniczka rozgrywek:
  - NCAA Final Four (2006, 2007)
  - Elite Eight turnieju NCAA (2005–2007)
  - turnieju NCAA (2004–2007)
- Mistrzyni:
  - turnieju konferencji Atlantic Coast (ACC – 2005–2007)
  - sezonu regularnego ACC (2005, 2006)
- Most Outstanding Player (MOP=MVP) turnieju:
  - NCAA Cleveland Regional (2006)
  - ACC (2005–2007)
- Zawodniczka Roku:
  - NCAA według:
    - ESPN.com (2006)
    - USBWA (2006)
    - GballMag.com (2006)
    - Basketball Times (2006)

  - ACC (2006)
- Laureatka Nancy Lieberman Award (2006 -dla najlepszej rozgrywającej NCAA)
- Zaliczona do:
  - I składu:
    - All-American (2006, 2007 przez Associated Press)
    - ACC (2005, 2007)
    - najlepszych pierwszorocznych zawodniczek ACC (2004)
    - turnieju ACC (2004–2007)

  - II składu ACC (2004)
  - III składu All-American (2005 przez Associated Press)
- Zawodniczka miesiąca NCAA według WBCA (marzec 2005, luty 2006)
- Liderka ACC w skuteczności rzutów wolnych (86,3% – 2005, 85,2% – 2006)
- Drużyna North Carolina Tar Heels zastrzegła należący do niej numer 12

### WNBA
- Wicemistrzyni WNBA (2007)
- Laureatka Dawn Staley Community Leadership Award (2017)
- Uczestniczka meczu gwiazd WNBA (2013, 2014)

### Inne
Drużynowe
- Zdobywczyni superpucharu Turcji (2009)[4]
- Finalistka pucharu Izraela (2011)[5]

Indywidualne
(* – nagrody przyznane przez eurobasket.com)
- Najlepsza zawodniczka występująca na pozycji obronnej ligi izraelskiej (2011)*[5]
- Zaliczona do*:
  - I składu:
    - ligi:
      - tureckiej (2010)[4]
      - izraelskiej (2011)[5]

    - zawodniczek zagranicznych ligi:
      - tureckiej (2010)[4]
      - izraelskiej (2011)[5]

  - II składu ligi izraelskiej (2008)[6]
- Uczestniczka meczu gwiazd ligi tureckiej (2010)[4]
- Liderka strzelczyń Eurocup (2016)